# Mannophryne cordilleriana
Mannophryne cordilleriana är en groddjursart som beskrevs av La Marca 1995. Mannophryne cordilleriana ingår i släktet Mannophryne och familjen Aromobatidae. IUCN kategoriserar arten globalt som akut hotad. Inga underarter finns listade i Catalogue of Life.